# Karim Laghouag
Karim Laghouag (n. 4 august 1975, Roubaix, Nord-Pas-de-Calais, Franța) este un sportiv ce a reprezentat Franța, medaliat olimpic. A participat la 2 ediții ale Jocurilor Olimpice (2016, 2020) în care a câștigat o medalie de aur.